# Reserva da Biosfera do Cerrado
A Reserva da Biosfera do Cerrado, com 29 652 514 hectares de área, cobre regiões do bioma cerrado onde vivem mais de 200 mil pessoas, incluindo vários estados brasileiros. O clima predominante na região centro-oeste são : clima equatorial e tropical úmido.

## Municípios integrantes

### Fase II
1. Alto Paraíso de Goiás
2. Alvorada do Norte
3. Buritinópolis
4. Cabeceiras
5. Campos Belos
6. Cavalcante
7. Colinas do Sul
8. Damianópolis
9. Divinópolis de Goiás
10. Flores de Goiás
11. Formosa
12. Guarani de Goiás
13. Iaciara
14. Mambaí
15. Minaçu
16. Monte Alegre de Goiás
17. Nova Roma
18. Padre Bernardo
19. Planaltina (Goiás)
20. Posse
21. São Domingos
22. São João d'Aliança
23. Simolândia
24. Sítio d'Abadia